# Zomer

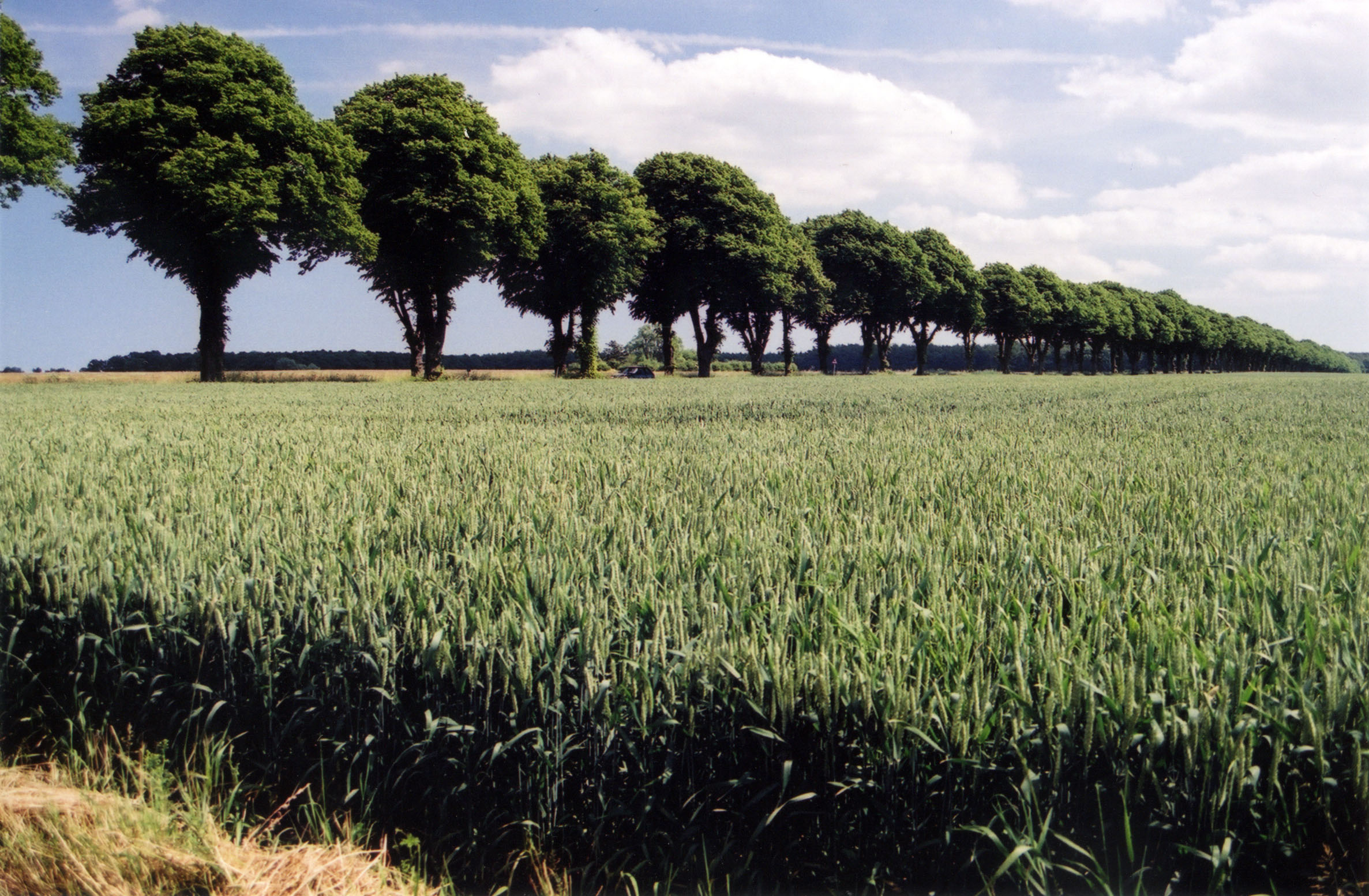
Zomer (Vallø, Denemarken)

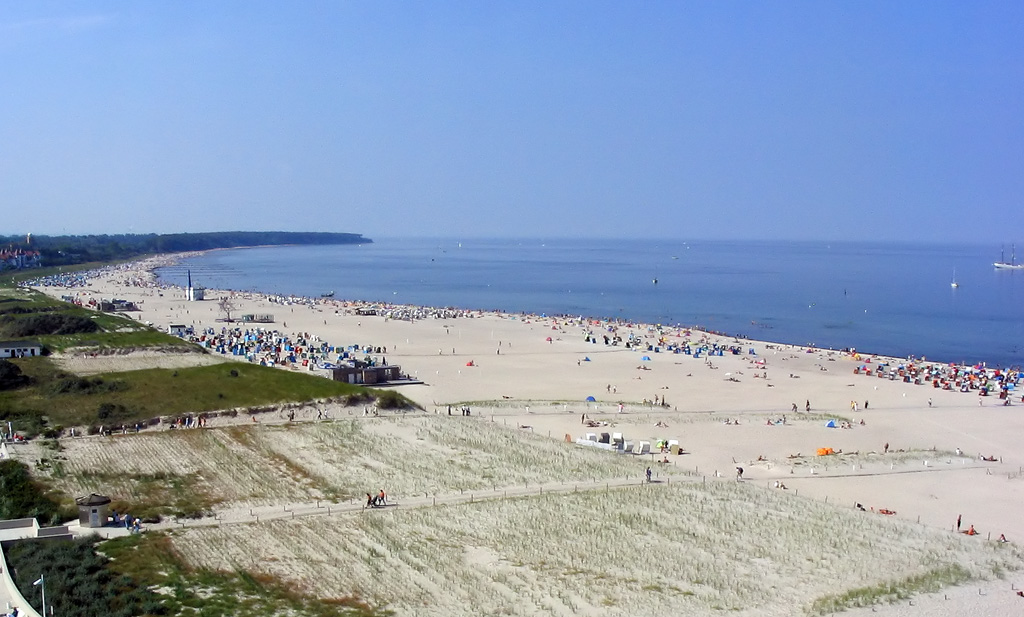
Het strand is een grote trekpleister gedurende de zomerperiode (Warnemünde, Duitsland).

De zomer is een van de vier seizoenen op Aarde.

## Naam
De oorsprong van de naam is waarschijnlijk afgeleid van het Middelnederlands somer en verwant aan het Oudsaksisch, Oudhoogduits en Oudnoords sumar.

## Astronomische zomer

### Bepaling
Het astronomisch bepaalde begin van de zomer is de zomerzonnewende (rond 21 juni op het noordelijk halfrond en rond 21 december op het zuidelijk halfrond). De zon gaat dan door het zomerpunt, de zon bereikt die dag de hoogste stand boven de horizon en de dag duurt het langst. De zomer eindigt met de herfst-equinox (rond 23 september op het noordelijk halfrond en 20 maart op het zuidelijk halfrond).

### Begin van de zomer
Aanvangstijdstippen van de astronomische zomer op het noordelijk halfrond tussen de jaren 2001 en 2030.
| 2001 | 21 juni | 09:38 |      | 2007    | 21 juni | 20:06 |         | 2013  | 21 juni | 07:04   |       | 2019 | 21 juni | 17:54 |  | 2025 | 21 juni | 04:42 |
| 2002 | 21 juni | 15:25 | 2008 | 21 juni | 02:00   | 2014  | 21 juni | 12:52 | 2020    | 20 juni | 23:43 | 2026 | 21 juni | 10:25 |  |      |         |       |
| 2003 | 21 juni | 21:11 | 2009 | 21 juni | 07:45   | 2015  | 21 juni | 18:38 | 2021    | 21 juni | 05:32 | 2027 | 21 juni | 16:11 |  |      |         |       |
| 2004 | 21 juni | 02:57 | 2010 | 21 juni | 13:28   | 2016  | 21 juni | 00:35 | 2022    | 21 juni | 11:14 | 2028 | 20 juni | 22:04 |  |      |         |       |
| 2005 | 21 juni | 08:46 | 2011 | 21 juni | 19:16   | 2017  | 21 juni | 06:25 | 2023    | 21 juni | 16:58 | 2029 | 21 juni | 03:48 |  |      |         |       |
| 2006 | 21 juni | 14:26 | 2012 | 21 juni | 01:08   | 2018  | 21 juni | 12:07 | 2024    | 20 juni | 22:51 | 2030 | 21 juni | 09:31 |  |      |         |       |

De aangegeven tijd is de Midden-Europese Zomertijd, die onder andere wordt gebruikt in Nederland en België. Op het zuidelijk halfrond begint op deze tijden de winter. Zie voor het begin van de zomer op het zuidelijk halfrond de aanvangstijden op het artikel winter.

## Meteorologische zomer

### Bepaling
Om praktische redenen begint de meteorologische zomer eerder, op 1 juni op het noordelijk halfrond en op 1 december op het zuidelijk halfrond. Deze duurt dan tot 1 september respectievelijk 1 maart.
De zomer kenmerkt zich op het noordelijk halfrond door relatief hoge temperaturen, langer daglicht, het vaker voorkomen van onweer en hevige regenbuien. Verder is er in het eerste deel van de zomer veel bloeiende natuur. De zomer is ook het seizoen met de voor de meeste mensen langste vakantie van het jaar: de zomervakantie.
Op het zuidelijk halfrond valt op hetzelfde moment een tegenovergesteld beeld waar te nemen.

### Weerextremen meteorologische zomer in België
|                                                       | warmste (°C) | droogste (mm) | minste regendagen | zonnigste (uren) |             | koudste (°C) | natste (mm) | meeste regendagen | somberste (uren) |
| ----------------------------------------------------- | ------------ | ------------- | ----------------- | ---------------- | ----------- | ------------ | ----------- | ----------------- | ---------------- |
| eerste                                                | 19,7 (2003)  | 42,9 (1921)   | 18 (1835)         | 819:46 (1947)    | 13,9 (1841) | 364,8 (1992) | 68 (1860)   | 401:20 (1888)     |                  |
| tweede                                                | 19,2 (1976)  | 89,4 (1885)   | 22 (1885)         | 812:00 (1976)    | 14,2 (1860) | 360,2 (1850) | 67 (1977)   | 403:60 (1977)     |                  |
| derde                                                 | 19,1 (2019)  | 99,2 (1949)   | 23 (1976)         | 806:26 (1959)    | 14,3 (1907) | 355,9 (1888) | 65 (1916)   | 422:34 (1981)     |                  |
| vierde                                                | 19,0 (1947)  | 101,2 (1955)  | 24 (1887)         | 754:15 (1911)    | 14,4 (1844) | 348,4 (1980) | 65 (1980)   | 423:18 (1956)     |                  |
| vijfde                                                | 18,9 (2006)  | 103,0 (1857)  | 26 (1989)         | 742:51 (1949)    | 14,4 (1956) | 348,2 (2014) | 64 (1845)   | 425:32 (1980)     |                  |
| normaal                                               | 17,6         | 224,6         | 43,9              | 578:20           | 17,6        | 224,6        | 43,9        | 578:20            |                  |
| Bron: KMI, Statistieken voorbije seizoenen voor Ukkel |              |               |                   |                  |             |              |             |                   |                  |

## Top 10 warmste zomers in Nederland
Dit is de top 10 van de warmste zomers gemeten in De Bilt (tot en met 2022).
1. 2018 (18,9)
2. 2003 (18,7)
3. 2022 (18,6)
4. 2006 (18,5)
5. 2019 (18,5)
6. 1976 (18,4)
7. 2020 (18,3)
8. 1983 (18,2)
9. 1995 (18,2)
10. 1947 (18,1)